# Coteaux Beauclair (metrostation)

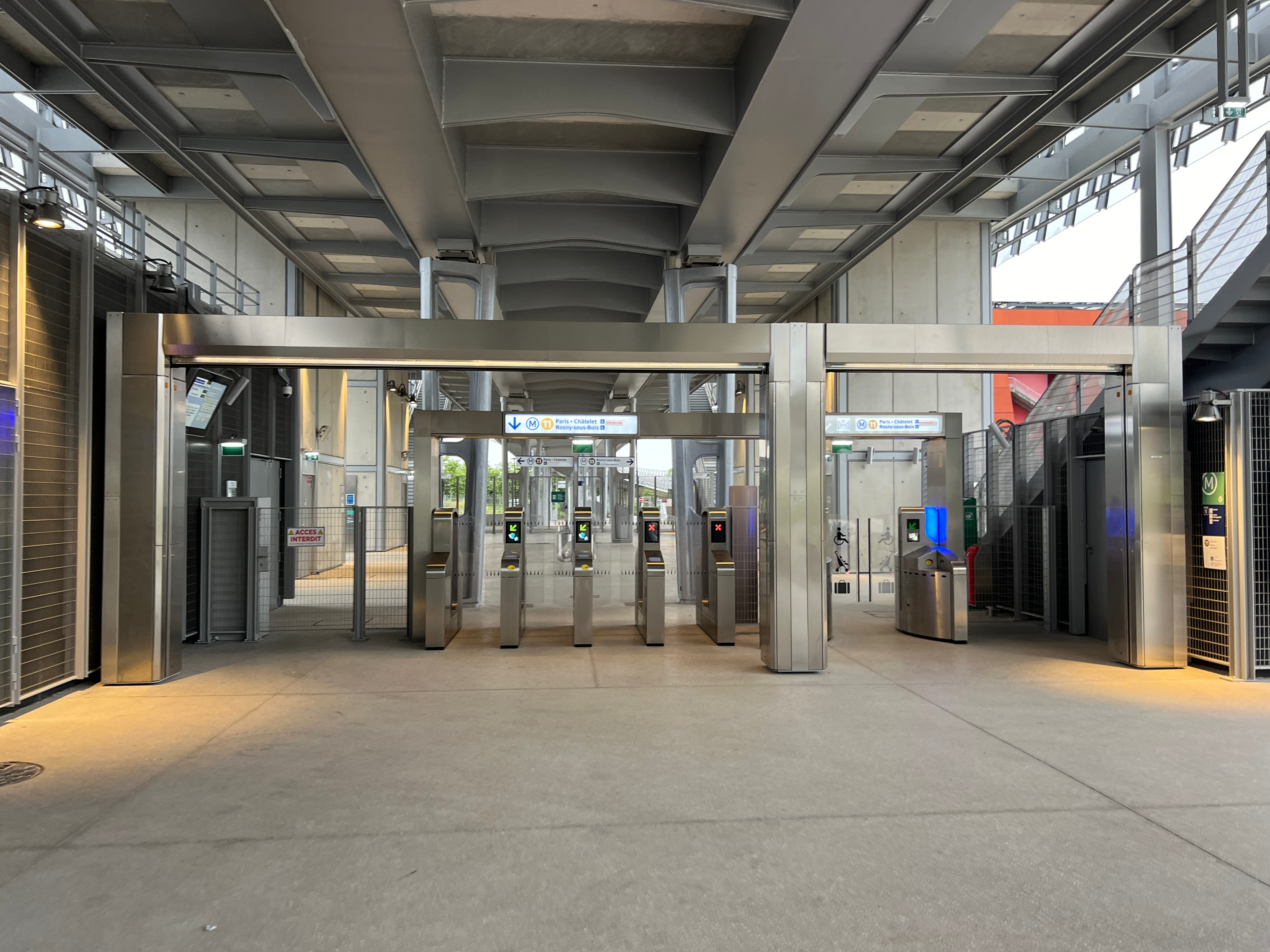
Stationsingang onder het viaduct Cotraux Beauclair.

Coteaux Beauclair is een metrostation van de Metro van Parijs langs metrolijn 11 gelegen op de gemeentegrens van Noisy-le-Sec en Rosny-sous-Bois.
Het is het 313e station van de Parijse metro. Het werd geopend op 13 juni 2024 als onderdeel van de oostelijke verlenging van de metrolijn van Mairie des Lilas naar Rosny-Bois-Perrier. De oorspronkelijke projectnaam van het station was Londeau-Domus.
Het is het enige bovengrondse, verhoogde station op de lijn, door architect Marc Mimram architectonisch geïntegreerd in het viaduct van Coteaux Beauclair. Het viaduct maakt het mogelijk dat de metrolijn de steile helling op de grens van de gemeenten Rosny-sous-Bois en Noisy-le-Sec kan nemen. Het is het eerste viaductstation van de Parijse metro dat sinds 1905 is gebouwd. Het station heeft twee zijperrons, gescheiden door de metrosporen. De perrons bevinden zich op een hoogte van acht meter en zijn overdekt met een glazen dak (de sporen niet). De toegangen tot het station, met liften en trappen naar het spoorniveau, bevinden zich onder het zuidelijke deel van de perrons in de buurt van de Ruelle Boissière en bedienen het bedrijvenpark Guillaumes. Direct ten noorden van het metrostation ligt het snelwegknooppunt van de A3 en de A86.

## Intermodaliteit
Het station wordt bediend door lijnen 102 (bij het busstation Parc des Guillaumes) en 245 van het RATP-busnetwerk en lijn 1 van het Titus-busnetwerk.
Châtelet · 
Hôtel de Ville · 
Rambuteau · 
Arts et Métiers · 
République · 
Goncourt · 
Belleville · 
Pyrénées · 
Jourdain · 
Place des Fêtes · 
Télégraphe · 
Porte des Lilas · 
Mairie des Lilas
Serge Gainsbourg · 
Romainville - Carnot · 
Montreuil - Hôpital · 
La Dhuys · 
Coteaux Beauclair · 
Rosny-Bois-Perrier